# Olga Doraczyńska
Olga Kuckiewicz-Doraczyńska (ur. 1 kwietnia 1947 w Sulęcinie, zm. 20 lipca 2012) – polska architekt, malarka i działaczka społeczna.

## Życiorys
Ukończyła studia na Wydziale Architektury Politechniki Warszawskiej, od 1978 do 2001 uczyła rysunku w Liceum Sztuk Plastycznych im. Józefa Chełmońskiego w Nałęczowie na kierunku meblarstwo artystyczne. Poza pracą pedagoga była uznanym projektantem mebli, specjalizowała się w przedmiotach tworzonych z drewna i wikliny. Była również projektantem w działającej przy kazimierskim Muzeum Nadwiślańskim pracowni architektonicznej. Należała do grona współtwórców Teatru Marii i Jerzego Kuncewiczów w Kazimierzu Dolnym. Aktywnie udzielała się w Towarzystwie Opieki nad Zabytkami, gdzie była organizatorką Letnich Bali Charytatywnych.